# 氫的同位素

氫的三種同位素：氕、氘、氚

氢（原子量：1.00794(7)）共有7個已知同位素，質量數介於1-7之間，其中有2個是穩定的，其他都具有放射性。天然存在的氫同位素有3個，分別是穩定的氕（1H）、氘（2H）和具放射性的氚（3H），其中3H在自然界中僅痕量存在，為宇宙射線所產生。另外四個同位素（4H到7H）都不出現在自然界中，只有在實驗室製造出來過，且半衰期都少于10-21秒，極為不穩定。氫是唯一一個天然同位素各擁有不同名稱的元素。雖然在一些有關放射性的早期文獻中，一些屬於自然界中三大衰變鏈的放射性核素也有自己專屬的名稱和化學符號，但是今日已經鮮少使用了。

## 圖表
| 符號      | Z | N | 同位素質量（u）  | 半衰期            | 衰變 方式 | 衰變 產物 | 原子核 自旋 | 相對豐度 （莫耳分率） | 相對豐度 的變化量 （莫耳分率） |
| --------- | - | - | ---------------- | ----------------- | --------- | --------- | ----------- | --------------------- | ------------------------------ |
| 1H        | 1 | 0 | 1.00782503190(1) | 穩定              | 穩定      | 穩定      | 1⁄2+        | 0.999855(78)          | 0.999816–0.999974              |
| 2 H , 2 D | 1 | 1 | 2.01410177784(2) | 稳定              | 稳定      | 稳定      | 1+          | 0.000145(78)          | 0.000026–0.000184              |
| 3 H , 3 T | 1 | 2 | 3.01604928132(8) | 12.32(2) y        | β−        | 3 He      | 1⁄2+        | 痕量                  |                                |
| 4 H       | 1 | 3 | 4.02643(11)      | 1.39(10)×10−22 s  | n         | 3 H       | 2−          |                       |                                |
| 5 H       | 1 | 4 | 5.03531(10)      | 8.6(6)×10−23 s    | 2n        | 3 H       | (1⁄2+)      |                       |                                |
| 6 H       | 1 | 5 | 6.04496(27)      | 2.94(67)×10−22 s  |           |           | 2−#         |                       |                                |
| 7 H       | 1 | 6 | 7.05275(108)#    | 6.52(558)×10−22 s |           |           | 1⁄2+#       |                       |                                |

1. 1 2  畫上#號的數據代表沒有經過實驗的証明，僅為理論推測。
2. 1 2 3  用括號括起來的數據代表不確定性。
3. ↑  穩定的衰變產物以粗體表示。
4. ↑  半衰期大於6.6×1033 年。參見質子衰變。
5. ↑  此核素和3He是唯一質子數多於中子數的穩定核素。
6. ↑  在太初核合成中生成
7. ↑  少數穩定的奇奇核（英语：Even and odd atomic nuclei）之一
8. ↑  在太初核合成期間亦有生成，但都已衰變成3He，因此現時地球上的3H原子的皆非原初（英语：Primordial nuclide）的原子，而是由宇宙射線作用所產生。
9. ↑  天然存在的宇生核種（英语：Cosmogenic nuclide）。

## 氫-1（氕）

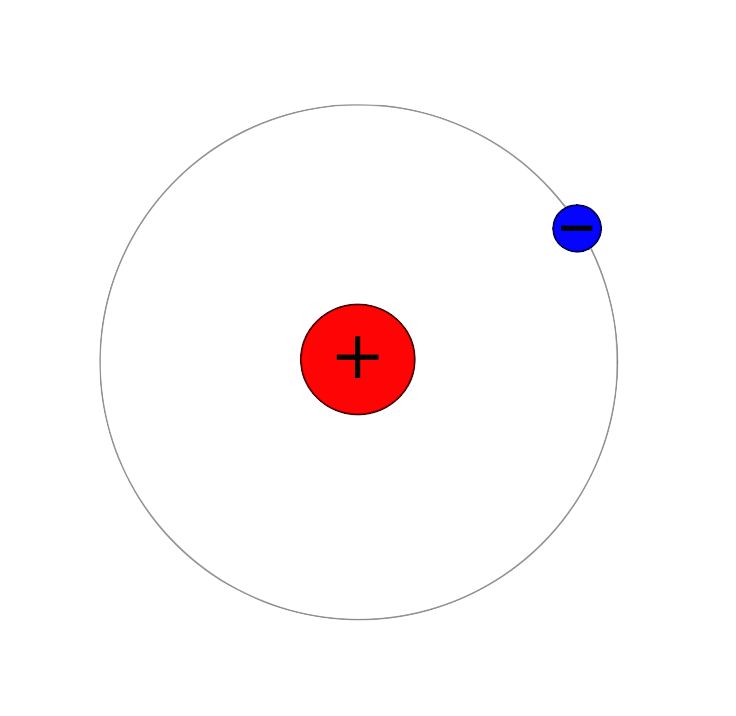
氕的原子含有一个质子和一个电子

氫原子，又稱氕，是氫元素的原子，是構造最簡單的原子。電中性的氫原子含有一個正價的質子與一個負價的電子，被庫侖定律束縛於原子核內。
在大自然中，氫原子是氫元素最普遍的同位素，豐度達99.98%，稱為氫、氫-1或氕，為穩定同位素。氫原子不含任何中子，而別的氫同位素則含有一個或多個中子。

## 氫-2（氘）

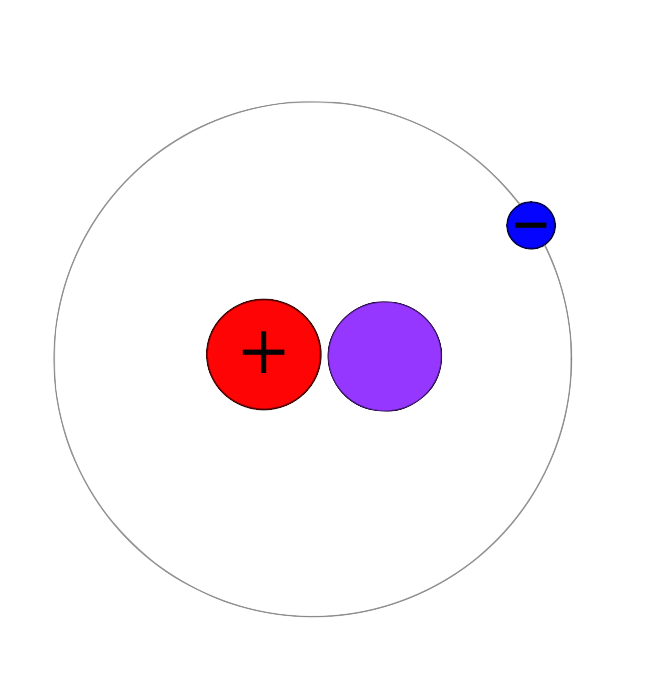
氘的原子含有一个质子、一个中子和一个电子

氘，亦稱重氫，為氫的一種穩定同位素，元素符號為D或2H。它的原子核由一顆質子和一顆中子組成。在大自然的含量約為氕的7000分之一，豐度約為0.02%。

## 氫-3（氚）

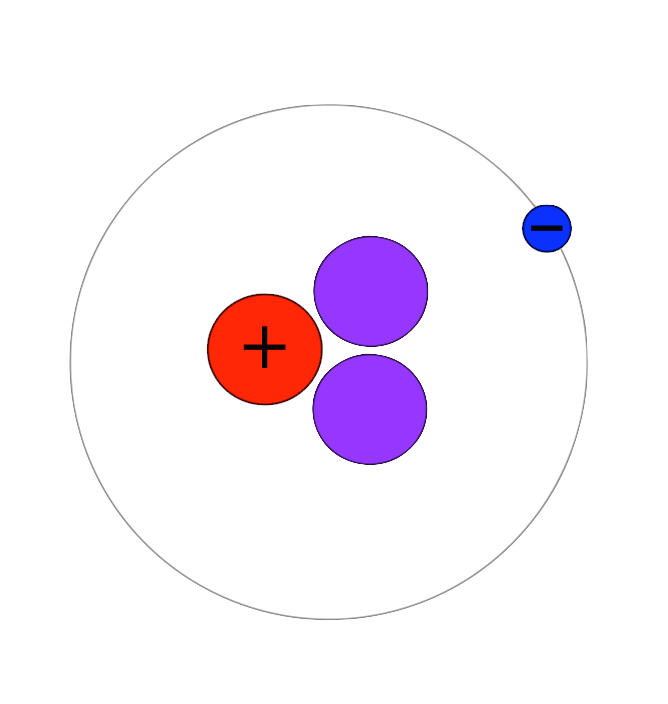
氚的原子含有一个质子、两个中子和一个电子

氚，亦稱超重氫，是氫的放射性同位素之一，元素符號為T或3H。它的原子核由一顆質子和兩顆中子所組成。氚帶有放射性，會發生β衰變成为氦-3，半衰期為12.32年。氚是氫唯一的天然放射性同位素，在自然界中痕量存在。

## 氫-4
氫-4是氫的一種人造放射性同位素，它包含了一個質子和三個中子，半衰期為1.39×10-22秒，極為不穩定。

## 氫-5
氫-5是氫的一種人造放射性同位素，它包含了一個質子和四個中子，半衰期為8.6×10-23秒，極為不穩定。

## 氫-6
氫-6是氫的一種人造放射性同位素，它包含了一個質子和五個中子，半衰期為2.94×10-22秒，極為不穩定。
制备方法如下：
{\displaystyle {\ce {_3^7Li + _3^7Li -> _1^6H + _5^8B}}}

## 氫-7
氫-7是氫的一種人造放射性同位素，它包含了一個質子和六個中子。它是由质子轰击氦-8同位素而成。在以上核反应中，氦-8的六個中子都給了那个質子，并变成2个质子。它的半衰期為6.52×10-22秒，極為不穩定。
{\displaystyle {\ce {_1^1H + _2^8He -> _1^7H + 2_1^1H}}}

## 放射性氫同位素的衰变链
{\displaystyle {\begin{array}{rcl}\\{\ce {^{3}_{1}H}}&{\ce {->[12.32\ {\ce {y}}]}}&{\ce {{^{3}_{2}He}+e^{-}}}\\{\ce {^{4}_{1}H}}&{\ce {->[139\ {\ce {ys}}]}}&{\ce {{^{3}_{1}H}+{^{1}_{0}n}}}\\{\ce {^{5}_{1}H}}&{\ce {->[86\ {\ce {ys}}]}}&{\ce {{^{3}_{1}H}+{2_{0}^{1}n}}}\\\end{array}}}